# Grayas

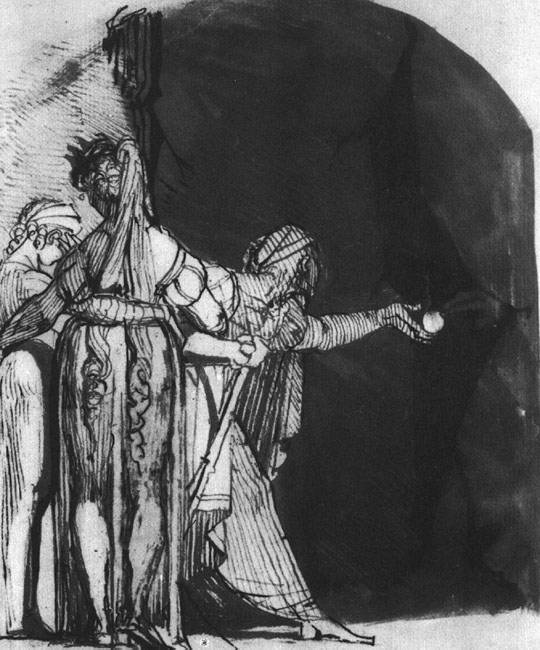
Perseo les devuelve el ojo a las Grayas, por Johann Heinrich Füssli.

En la mitología griega las Grayas o Greas (en griego Γραῖαι Graĩai, Graeae en latín; «viejas» o «grises») eran las hermanas monstruosas de las Gorgonas y tan solo aparecen en el periplo de las leyendas del héroe Perseo. En muchas ocasiones se las denomina como Fórcides (Φόρκιδες), ya como nombre colectivo, ya como patronímico —pues como es fama eran hijas del dios marino Forcis—.

La primera mención en las fuentes escritas sobre las Grayas aparece en la Teogonía, donde son las hijas mayores de Forcis, a saber: 
«Ceto tuvo con Forcis a las Grayas de bellas mejillas, canosas desde su nacimiento. Las llaman Viejas los dioses inmortales y los hombres que pululan sobre la tierra: Penfredo (Πεμφρηδώ, Pemphredó) de bello peplo y Enío (Ἐνυώ, Enyó) de peplo azafranado» 
En otras fuentes ya son tres en número. Así unos dicen que eran Enío (Ἐνυώ), Pefredo (Πεφρηδώ) y Dino (Δεινώ, Deinó); y otros más que «Penfredo, Enío y Pérside (en lugar de esta última algunos ponen Dino)».
En la Biblioteca mitológica se nos dice que Perseo marchó al encuentro con las Fórcides para que las hermanas le revelaran el paradero unas ciertas ninfas que custodiaban los tesoros divinos. El texto nos dice que «las tres disponían de un solo ojo y un solo diente, que compartían: Perseo los cogió y cuando se lo reclamaron dijo que los devolvería si le indicaban el camino que llevaba hasta las ninfas. Estas ninfas tenían sandalias aladas y la kíbisis, que al parecer era un zurrón». La narración termina aclarando que cuando las Grayas le revelaron el paradero de las ninfas que custodiaban los tesoros divinos, Perseo se dignó a devolverles el ojo y el diente a las hermanas. Otra versión del mito completa la narración anterior, aclarando que tenían un oráculo y sabían la forma de matar a la Gorgona, consistente en lograr de las ninfas los tesoros divinos antes citados más el casco de invisibilidad de Hades. Perseo, informado por Hermes y Atenea de que las Grayas conocían el oráculo, les robó sus pertenencias para conseguir respuestas —e incluso algunas fuentes cuentan que también les amenazó con su espada— y dónde podía encontrar a las ninfas.
En la tragedia de Prometeo encadenado se nos dice que las Grayas viven atravesando el estruendoso mar hacia donde sale el sol. Allí, en las llanuras de las Gorgonas, en Cístene, habitan las Fórcides, tres viejas doncellas con figura de cisne ("κυκνόμορφοι") que tienen un ojo y un diente para las tres, y que en su momento una de las hermanas está en posesión de ojo, cuando le place. Sea como fuere ninguna de la hermanas ve nunca los rayos del sol ni la luz de la luna. Pero cerca de ellas viven las aladas Gorgonas. Ovidio relata más aún el paraje donde moraban las Grayas y nos dice que al pie del helado Atlas existe un lugar absolutamente seguro por la protección de un macizo rocoso y que a su entrada habitaban las hijas de Forcis.
Con el nombre de Las Fórcides también se conocía a la segunda de una trilogía de tragedias —ahora perdidas— escritas por Esquilo, que narraban la epopeya de Perseo en su búsqueda de la cabeza de Medusa. En esa obra las Grayas tenían el papel de coro. En la Astronomía poética se nos dice que en Las Fórcides las Grayas eran las guardianas de las Gorgonas. Se cree que no tenían más que un ojo entre ellas, y que por tanto hacían guardia, vigilando una tomándolo en su turno. Perseo arrebató este ojo justo en el momento que una de las hermanas lo estaba pasando a otra, y lo arrojó al lago Tritonis. Así, cuando las guardianas fueron cegadas, Perseo pudo fácilmente matar a la Gorgona cuando esta finalmente fue vencida por el sueño. Nono, poeta tardío, añade el dato de que las Grayas eran «insomnes» y que las hermanas se intercambiaban el ojo para poder dormirse. Paléfato, por su parte, dice que aquella de las hermanas que estaba usando el ojo podía ver pero las otras no, pero como la una le pasaba el ojo a la otra, todas veían; también dicen que moraban en la isla de Cerne.
Existen varias interpretaciones acerca de las Grayas. Se cree que como otros miembros de la familia de Forcis, son deidades marinas, y en este caso las Grayas personifican la espuma blanca que se puede apreciar en las olas del mar. Otros dicen que, debido a que nacieron ya ancianas y con cabellos grises, se denominan como la personificación de la vejez eterna.Las Grayas pueden ser comparadas con las tres hilanderas del destino (las Moiras), las Nornas noreuropeas, o con la diosa báltica Laima y sus dos hermanas. Como otros conjuntos de viejas brujas de los niveles más antiguos de las mitologías germánicas y nórdicas, tenían un solo ojo y un único diente para todas, que compartían y usaban por turnos, durmiendo las dos a las que no les toca.